# Cosmopolite
Café Cosmopolite är en singel från skivan Synd 1986 av Imperiet. Stavningen på titeln är inte den vanliga svenska (kosmopolit) utan densamma som Café Le Cosmopolite i Ukraina använder. Till stilen är sången dystopisk. På den 12"-singeln som släpptes finns även Österns röda ros. Omslaget liknar en världskarta men är en målning i stilen abstrakt expressionism ornamenterad med hjälp av raster.
Café Cosmopolite har även spelats in av Freddie Wadling på albumet The Dark Flower (Den mörka blomman).